# Assa, Marocko
Assa är en stad i Marocko och är administrativ huvudort för provinsen Assa-Zag som är en del av regionen Guelmim-Oued Noun. Folkmängden uppgick till 14 570 invånare vid folkräkningen 2014.